# Yuan An

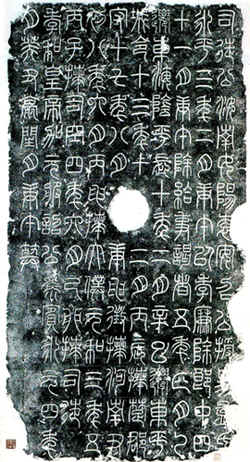
Die 1929 entdeckte Stele zu Yuan Ans Gedenken.

Yuán Ān (chinesisch 袁安), Hofname Shàogōng (邵公; † 9. April 92 n. Chr.), war ein chinesischer Gelehrter, Verwaltungsbeamter und Politiker der Han-Dynastie. Er diente am Hof der Kaiser Zhang und He. Mit ihm begann der Aufstieg der Yuan-Familie aus Ru'nan zu einer der mächtigsten Sippen der Han-Dynastie.

## Leben

### Frühes Leben und Laufbahn
Yuan An wurde in Ruyang (汝陽) in der Ru'nan-Kommandantur (汝南; beim heutigen Shangshui, Provinz Henan) als Spross einer Adelsfamilie geboren. Sein Großvater Yuan Liang (袁良), der seit 25 n. Chr. in der Verwaltung tätig war, unterrichtete ihn mit seinem Buch der Wandlungen. Yuan An machte sich durch seine Gelehrsamkeit in seiner Heimat bald einen Namen. Nachdem er Erfahrung in Verwaltungstätigkeiten gesammelt hatte, wurde er am 14. April 60 vom Magistrat zu Ruyang zum „Xiaolian“ (chinesisch 孝廉 – „kindlich treu und unbestechlich“) ernannt und zog nach Luoyang, um am Kaiserhof zu dienen. Im Jahre 62 verließ er die Hauptstadt wieder und bekleidete acht Jahre lang das mindere Amt des Aufsehers und später Verwalters der östlichen Provinzen. Am 2. Februar 70 wurde Yuan An zum Großverwalter der Chu-Kommandantur ernannt und erhielt den Auftrag, Liu Ying, den Prinzen von Chu, zu überwachen. Dieser wurde der Ketzerei und des Verrats beschuldigt. Nach dem Ende der Nachforschungen und dem Tod Liu Yings im folgenden Jahr war Kaiser Ming sehr zufrieden mit Yuan An und berief ihn am 18. September 74 in die Hauptstadt zurück. Dort verlieh er ihm den Titel Intendant von He'nan, der mit exekutiven Verantwortungen in der Hauptstadtregion verbunden war. Das Buch der Späteren Han bemerkt zu seiner Position: „Die großen Herren der Hauptstadt achteten ihn, und sein Name hatte am Kaiserhof Gewicht.“

### Am Kaiserhof und der Nordgrenze
Am 12. August 83 wurde Yuan An zum Großen Kutscher befördert und war damit einer der Neun Minister. In den folgenden Jahren spielte er bei den außenpolitischen Diskussionen am Hofe eine wichtige Rolle und nahm intensiv Einfluss auf die Entscheidungen des Kaisers in Bezug auf die Nordgrenze, um die Position des Han-Reiches gegenüber den nördlichen Nachbarn zu betonen. Im Jahre 85 plädierte er auf einer Versammlung für eine diplomatischere Politik gegenüber den Xiongnu, musste allerdings den Widerstand des Großkommandanten Zheng Hong (鄭弘) und des Arbeitsministers Diwu Lun (第五倫) hinnehmen. Yuan An betonte insbesondere die Bedeutung von Heiratsallianzen und Geiselnahmen. Im nächsten Jahr beförderte ihn Kaiser Zhang zum Arbeitsminister anstelle Diwu Luns, und am 31. Juli 87 zum Minister des Überflusses.
Nach dem Tod Kaiser Zhangs im Jahre 88 und der Krönung seines zehnjährigen Sohnes veränderte sich die politische Landschaft rapide. Die Regenten des jungen Kaisers, Kaiserinmutter Dou und ihr Bruder Dou Xian, drängten auf eine aggressivere Politik gegen die Xiongnu und rüsteten zum Krieg. Yuan An reichte mit dem Großkommandanten Su You, Arbeitsminister Ren Wei (任隗) und den Neun Ministern eine Denkschrift ein, in der er einen Feldzug gegen den Norden verurteilte. Sein Argument war, dass durch eine so ferne Expedition nur notwendige Ressourcen verbraucht würden, zumal die Xiongnu sich seit langer Zeit ruhig verhielten. Aber Kaiserinmutter Dou schickte auch gegen seinen und der Minister Widerstand eine dreizügige Expeditionsstreitmacht nach Norden. Im Sommer 89 besiegte die Armee den Nördlichen Chanyu beim Berg Jiluo und verfolgten ihn westwärts bis zum Altai. Durch die Vernichtung der Nördlichen Xiongnu in einer zweiten Offensive im Jahr 91 entstand im Norden ein Machtvakuum, um das die chinesischen Dynastie zwei Jahrhunderte lang kämpfen würden.
Yuan An starb im Jahr 92. Wenige Monate später fiel die Dou-Sippe einem Staatsstreich Kaiser Hes zum Opfer, der Yuan An postum ehrte und seinem ältesten Sohn Yuan Shang (袁賞) einen Posten in der Hauptstadt gab. Yuan Ans zwei jüngere Söhne Yuan Jing (袁京) und Yuan Chang (袁敞) wurden sogar Großverwalter und Arbeitsminister. Drei Generationen nach Yuan An sollte sich die Yuan-Sippe aus Ru'nan zu einem großen Machtfaktor im nördlichen China entwickeln, der hohe Posten innehatte und auf die Oberschicht großen Einfluss nahm. Nach dem Zusammenbruch der Han-Herrschaft im Jahre 189 entwickelten sich Yuan Ans Altenkel Yuan Shao und Yuan Shu zu mächtigen Warlords.

## Die Yuan-An-Stele
Im Jahre 1929 wurde im Yanshi-Bezirk (偃師) in der Provinz Henan eine Stele freigelegt, die Schlüsseldaten zu Yuan Ans Leben enthält. Sie wurde um das Jahr 117 errichtet, ein Vierteljahrhundert nach seinem Tod, und ist damit der früheste Beweis für monumentale Stelen in China. Die 137,5 cm hohe und 71,5 cm breite Stele befindet sich heute im Provinzialmuseum Henan. Die erwähnten Daten zu Ämtern und Tod des Yuan An sind nicht im Buch der Späteren Han verzeichnet. Eine ähnliche Stele für Yuan Ans Sohn Yuan Chang wurde 1923 gefunden. Die beiden Stelen wurden an derselben Stelle errichtet.
| Personendaten    | Personendaten                           |
| ---------------- | --------------------------------------- |
| NAME             | Yuan, An                                |
| ALTERNATIVNAMEN  | Shaogong                                |
| KURZBESCHREIBUNG | Politiker der chinesischen Han-Dynastie |
| GEBURTSDATUM     | 1. Jahrhundert                          |
| GEBURTSORT       | Ru'nan, Ruyang-Kommandantur, China      |
| STERBEDATUM      | 9. April 92                             |
| STERBEORT        | China                                   |